# 中華醫學會精神病學分會
中華醫學會精神病學分會是中华人民共和国最大精神科医生組織，出版《中國精神疾病分類方案與診斷標準》和臨床診療指引，亦促进精神科的实践、研究和交流、培训专业人员，并举行学术会议。分會是世界精神病学协会的成員。 

## 起源和组织
1994年，1951年成立的中华医学会神经精神科学会拆分成精神病學分會和神經病學分會。此後，精神病學分會由歷屆委員會營運。2009年10月，第五屆委員會成立，由赵靖平接任周东丰擔任主任委員。
分會的官方杂志是《中华精神科杂志》。 2006年，分會举行了第七次学术年会。 

## 争议
分會被指控與中國政府共謀打壓異見人士，尤其是法轮功，包括濫用診斷結果或使用諸如「政治瘋子」、「偏执性精神病」的名義來拘押個人。2004年，分會與世界精神病協會達成共識，对以上指控發表联合回应。 

## 另見
- 中国的心理健康
- 中国精神病学的政治虐待